# Мокумокурэн

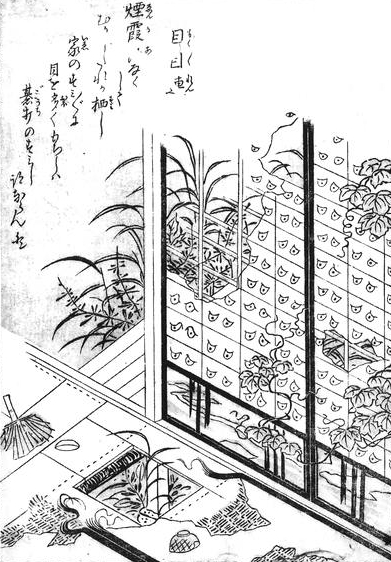

Мокумокурэн (яп. 目目連) — дух-ёкай из японского фольклора, якобы обитающие в бумажных перегородках-сёдзи, а также, реже, в старых татами или в стенах. Их название буквально означает «множество глаз» или «сплошные глаза».
Во многих японских легендах мокумокурэны часто обитают в домах с привидениями и якобы воруют у людей глаза по ночам. Единственный способ избавиться от этого ёкая — заделать дыры в стенах или перегородках.
В качестве возможного объяснения происхождения образа мокумокурэна японскими исследователями выдвинута версия об оптической иллюзии, способной возникнуть, когда на бумажную дверь попадает лунный свет. Японский исследователь происхождения образов ёкаев Кэндзи Мураками в своём «Словаре ёкаев» указывает, что мокумокурэны, вероятно, были придуманы японским художником XVIII века Ториямой Сэкиэном.